# Im Frühling der Tau
Im Frühling der Tau (Originaltitel: Van de lente de dauw) ist ein Buch von Cees Nooteboom. Es erschien erstmals 1995.

## Inhalt
Das Buch Im Frühling der Tau beinhaltet acht Reiseerzählungen Nootebooms, die in den Jahren 1975 bis 1992 entstanden sind. Dem Buch ist das Gedicht Der Gärtner und der Tod von Pieter Nicolaas van Eyck vorangestellt, in welchem Isfahan erwähnt wird. Die Stationen sind im Folgenden:

### Persien
Nooteboom reist 1975 in den Iran, der damals noch vom Schah regiert wurde. Er reist zuerst nach Isfahan und es folgen Exkurse über die persische Geschichte, die von Xenophon und Herodot überliefert wurde. Nooteboom merkt an, dass sich der Iran trotz seiner Islamisierung im 7. Jahrhundert eine kulturelle Eigenständigkeit, nicht zuletzt durch die Annahme der Schia, erhalten hat. In Isfahan wird sich Nooteboom der islamischen Kunst bewusst, die auf Darstellung von Menschen verzichtet und beispielsweise in der Architektur das Paradies symbolisiert. Danach fährt Nooteboom nach Yazd, um sich Persepolis anzusehen. Neben Exkursen über die iranische Geschichte beschreibt er die zweifelhafte Modernisierung unter Reza Pahlavi und die Allgegenwart des Geheimdienstes SAVAK.

### Japan
Im Jahre 1977 hält sich Nooteboom in Japan auf. Er beschreibt Tokio als großen, unästhetischen Moloch, dennoch tun sich immer wieder Inseln der Schönheit auf, sei es beim Essen in einer Sushi-Bar, der liebevollen Verpackung von Einkäufen in den Kaufhäusern oder der Höflichkeit der Japaner. Nooteboom reist weiter nach Kyoto, wo er den Ryoanji-Tempel besucht. Danach besucht er Tempel im Wald von Nara. Während seiner Reise reflektiert Nooteboom, dass das Japan der 1920er Jahre verschiedenen Demütigungen ausgesetzt war, insbesondere dadurch, dass Japaner, die in die USA emigriert sind unter den dortigen Rassegesetzen gelitten haben. Diese Demütigung hat sich dann in der Expansionspolitik während des Zweiten Weltkriegs entladen.

### Birma
Nooteboom bereist im Jahre 1986 von Thailand aus Birma. Es ist für ihn Gleichzeitig Segen und Fluch ein derart von der Außenwelt abgeschnittenes und autoritär regiertes Land zu bereisen. Nooteboom besichtigt die Shwe-Dagon-Pagode, reist mit dem Nachtzug nach Mandalay, was schließlich den Endpunkt seiner Reise darstellt.

### Japan II
Der Reise im Jahre 1986 geht eine Lektüre des Kopfkissenbuches der Dame Sei Shōnagon voran. Dieses Buch gehört der Gattung der zuihitsu an. Auch Nooteboom möchte über seine Reise ein zuihitsu schreiben. Nooteboom erwähnt seine Versuche Japanisch zu lernen und erwähnt, dass die eigentliche Hürde nicht das Schriftsystem sei, sondern die Grammatik, die eine andere Denkweise erfordere. Nach einer Aufführung eines Kabuki-Theaters besucht er ein Minshuku auf dem Lande. Dort wird er mit der traditionellen japanischen Architektur vertraut, die einen großen Gegensatz zum modernen, verwestlichten Tokio darstellt. Sechs Jahre später prüft Nooteboom in Kioto, ob das Japan der klassischen Literatur mit dem Japan von heute übereinstimmt.

### Malaysia
Seine Vorliebe für Zeitungen, führte Nooteboom dazu, dass er auf seinen Reisen meistens englischsprachige Zeitungen kauft, dafür aber selten fotografiert. Als Vorbereitung auf eine längere Indonesienreise flog Nooteboom 1977 nach Malaysia. Vor allem interessiert ihn an diesen Ländern die niederländische Kolonialgeschichte.

### Borneo
Zu seiner Schulzeit musste Nooteboom im Geographieunterricht die Lage der Städte Pontianak und Balikpapan lernen. Im Jahre 1979 heißt der indonesische Teil Borneos Kalimantan der britische besteht aus Sabah, Sarawak und Brunei. An Indonesien faszinieren ihn die klangvollen geographischen Namen.

### Japan III
Nooteboom blickt auf eine Japanreise im Jahre 1980 zurück. Auf der Suche nach einem Bild Hokusais erlebt er die zwei Gesichter Japans, nämlich das der traditionellen Kultur und der boomenden Wirtschaft. Darauf folgt ein Exkurs über die japanische Kunst: Wichtig für deren Entwicklung sei die Momoyama-Periode (1568–1600) gewesen, in der die Einigung Japans zustande gebracht. Nooteboom geht auf die Unterteilung von Kunst und Kunsthandwerk ein und macht darauf aufmerksam, dass letztere für die Japaner Gebrauchsgegenstände sind. Am Ende wird auch die Raku-Teeschale aus seinem Roman Rituale eingegangen.

### Thailand
Im Jahre 1980 reist Nooteboom nach Thailand. Dort besucht er Ayutthaya. Er reflektiert über die politische Geschichte Thailands und dessen Kunstgeschichte, in der er eine Mischung aus verschiedenen fremden Einflüssen erkennt.

### Macau
Nooteboom reist 1981 nach Macau, das für ihn eine absurde Mischung aus portugiesischem Lebensstil und einer völlig isolierten Lage am anderen Ende der Welt darstellt. Er erkennt, dass es das alte Macau in wenigen Jahren nicht mehr geben, da es einen Wirtschaftsboom ähnlich dem Singapurs durchmacht.

## Zitat
„Beim Schreiben einer Reiseerzählung gibt es immer ein Jetzt und ein Damals. Es ereignete sich damals, ich schreibe es jetzt. Zu kompliziert darf ich es, was die Zeit anbelangt, nicht machen, doch es bleibt ein tückisches Wort. Ich habe bereits von der Dischronie gesprochen, dem Gefühl des Gespaltenseins, das man in Birma erlebt, als wäre man aus seiner eigenen Zeit gefallen und lebte in einer, die es schon einmal gegeben hat.“